# Anne Gruwez
Anne Gruwez, née le 23 mai 1956, est une juge d'instruction belge.

## Biographie

### Jeunesse
Anne Gruwez est la fille d'un cardiologue. Un de ses arrière-grand-pères fut le dernier recteur francophone de l’université de Gand et un autre fut procureur du roi à Gand.
Son totem chez les guides est « écureuil au pays des merveilles », parce qu'elle ressemble à un écureuil et parce qu'elle est « souvent dans la lune ».

### Formation
Anne Gruwez est licenciée en droit de l'Université catholique de Louvain.

### Carrière juridique
Anne Gruwez commence sa carrière comme avocate, puis travaille comme juriste-conseiller de 1986 à 1988 pour le cabinet du ministre de l’Intérieur. Elle est juge d'instruction au tribunal de Bruxelles et est à la vice-présidence du Tribunal de première instance francophone.
Fin septembre 2005, son bureau et celui de Patrick De Coster sont ravagés par un incendie, celui-ci très vite confirmé comme étant criminel. Filmée pour le reportage Le flic, la juge et l'assassin, on voit à la fin de ce dernier les dégâts. On aperçoit notamment en arrière-plan sa légendaire collection de 2CV partie en fumée.

### Vie privée
Anne Gruwez a une main amputée de quatre doigts, à la suite d'un accident de scie électrique. Elle possède une 2CV.

## Activités publiques et engagements

### Apparitions à la télévision et au cinéma
Anne Gruwez apparaît dans deux épisodes de l'émission belge Strip-tease créée par Jean Libon et Marco Lamensch (Le Flic, la Juge et l'Assassin en 2008, et Madame la juge en 2012,).
Le documentaire Ni juge, ni soumise, sorti en 2017 et coréalisé par Jean Libon, est centré sur son activité de juge d'instruction, lorsqu’elle instruit certains dossiers criminels ou délictuels. Bien qu'elle ne soit pas actrice, elle reçoit une mention spéciale de la Coquille d'argent de la meilleure actrice au Festival de San Sebastián pour sa participation à ce documentaire. Le film reçoit le césar du meilleur film documentaire lors de la 44e cérémonie des César en 2019.
Sa performance dans le documentaire donne lieu à une controverse au sein du corps de la magistrature belge au début de l’année 2019. En janvier, le président du tribunal de première instance Luc Hennart, qui a autorisé le tournage, déclare à la presse qu’il donne une image dégradée de la justice belge et accuse Anne Gruwez d’avoir perdu la maîtrise du contenu,. Il interdit en conséquence à Anne Gruwez d’apparaître publiquement à plusieurs événements relatifs au documentaire, dont la cérémonie de remise des Magritte,. Plusieurs juges d’instruction, dans une lettre ouverte, dénoncent alors une volonté de censure à l’égard de leur collègue,. En février, le Conseil supérieur de la Justice décide de ne pas renouveler le mandat de Luc Hennart, une situation inhabituelle selon une magistrate de la juridiction. Bien que la motivation de la décision de non-renouvellement soit confidentielle, l’agence de presse Belga mentionne la polémique relative au documentaire comme un des éléments attestant qu’il « ne fait pas l’unanimité ».
En 2021, elle apparait dans Poulet frites, documentaire de Yves Hinant et Jean Libon.
En 2022, elle est aussi la source d'inspiration de la série télévisée Marianne créée par Laurent Mondy, Alexandre Charlot et Franck Magnier. On retrouve dans la série sa légendaire 2CV bleue, et une juge d'instruction à l'accent belge avec un exquis franc-parler, interprétée par Marilou Berry. On sait que Marilou Berry a rencontré Anne Gruwez à Bruxelles, pour la rencontrer et s'inspirer de son personnage, tout en ne voulant pas la copier ; « Et en même temps, moi je n'ai pas eu envie de faire sa bio, je n'avais pas envie de lui ressembler, et je pense qu'elle non plus n'avait pas envie de faire quelque chose [centrée] sur elle. C'est plus une inspiration », dira-t-elle dans l'émission C'est du belge sur la RTBF.
En juillet 2023, elle est le personnage principal du podcast Face à la juge Gruwez, produit par la radio belge VivaCité, où elle reçoit des invités à la manière des audiences qu'elle menait en tant que juge. 27 épisodes sont produits.

### Engagement caritatif
En 2010, Anne Gruwez fonde l'association Dispositif Relais qui accompagne les détenus dans leur réinsertion,.

### Activité littéraire
Anne Gruwez publie en 2020 un ouvrage nommé Tais-toi ! Si la justice m'était comptée.

## Prise de position

### Réduction des services d'enquête et suppression de la gendarmerie
Jadis, le juge d'instruction confiait ses missions à la gendarmerie ou à la police judiciaire. « Il y avait une concurrence, on ne concentrait pas tous les pouvoirs sous le même toit, c’était sain » explique Anne Gruwez. Mais après l'affaire Dutroux, et certains dysfonctionnements des services d'enquête, on a supprimé la gendarmerie et on a fusionné le tout pour donner naissance à la police fédérale (réforme des polices de Belgique de 2001). « Celle-ci repose trop peu souvent sur la connaissance du territoire et parfois trop sur le nombre de procès-verbaux produits. C’est comme ça que le travail des policiers est évalué. L’ennui, c’est que c’est contagieux et que la magistrature est menacée. Dans le temps, si le juge voyait qu’un service, pour une raison quelconque, traînait les pieds sur une affaire, il pouvait saisir l’autre. Aujourd’hui, le juge n'a plus qu’un seul interlocuteur qui ne dit jamais « non » à une demande du juge, mais répond à la réquisition : « Nous n’avons ni les moyens ni les hommes pour exécuter ces devoirs ». Heureusement, il y a les polices communales et zonales, mais leurs ressources techniques sont nettement inférieures à celles des fédéraux et ils peuvent souffrir du fait que, si une affaire est importante, souvent elle est confiée aux fédéraux ».
Dans le même entretien, Anne Gruwez déplore le manque de moyens : « Quand on ne décide pas de son budget, quand les moyens financiers dépendent d’un tiers avec lequel on doit négocier les besoins, on n’est pas indépendant. Or, la justice ne décide pas de son budget. […] alors que nos outils de travail sont à pleurer, entre un système informatique datant du Moyen Âge et des services d’appui trop souvent à la traîne. »

## Publications
- Anne Gruwez, Tais-toi ! : si la justice m'était comptée..., Bruxelles, Racine, 13 octobre 2020, 208 p. (ISBN 978-2-39025-131-6, OCLC 1241073800, lire en ligne).